# Gustav Fischer (ryttare)
Gustav Fischer, född 8 november 1915 i Meisterschwanden, död 22 november 1990, var en schweizisk ryttare.
Fischer blev olympisk silvermedaljör i dressyr vid sommarspelen 1960 i Rom.